# Dexosarcophaga transita
Dexosarcophaga transita är en tvåvingeart som beskrevs av Townsend 1917. Dexosarcophaga transita ingår i släktet Dexosarcophaga och familjen köttflugor. Inga underarter finns listade i Catalogue of Life.